# 아즈테카 시에테
아즈테카 7(스페인어: Azteca 7)는 멕시코의 텔레비전 네트워크로, TV 아즈테카가 소유하고 있다.
텔레비사, 카날 5와 함께 멕시코 3대 네트워크이다.